# Natation aux Jeux olympiques d'été de 1964
Navigation
Les résultats des compétitions de natation à l'occasion des Jeux olympiques d'été de 1964 organisés à Tokyo.

## Tableau des médailles
| Rang  | Pays                       | Médaille d'or | Médaille d'argent | Médaille de bronze | Total |
| 1     | États-Unis                 | 13            | 8                 | 8                  | 29    |
| 2     | Australie                  | 4             | 1                 | 4                  | 9     |
| 3     | Union soviétique           | 1             | 1                 | 2                  | 4     |
| 4     | Équipe unifiée d'Allemagne | 0             | 4                 | 2                  | 6     |
| 5     | Pays-Bas                   | 0             | 2                 | 1                  | 3     |
| 6     | Grande-Bretagne            | 0             | 1                 | 0                  | 1     |
| 6     | France                     | 0             | 1                 | 0                  | 1     |
| 8     | Japon                      | 0             | 0                 | 1                  | 1     |
| Total | Total                      | 18            | 18                | 18                 | 54    |

## Podiums

### Hommes
| Épreuves             | Or                                                                              | Argent | Bronze                                                                      |
| Nage libre           |                                                                                 | |                                                                             |
| 100 m                | Don Schollander États-Unis 53 s 4                                               | Robert McGregor Grande-Bretagne 53 s 5                                                                       | Hans-Joachim Klein Équipe unifiée d'Allemagne 54 s 0                        |
| 400 m                | Don Schollander États-Unis 4 min 12 s 2                                         | Frank Wiegand Équipe unifiée d'Allemagne 4 min 14 s 9                                                        | Allan Wood Australie 4 min 15 s 1                                           |
| 1 500 m              | Bob Windle Australie 17 min 01 s 7                                              | John Nelson États-Unis 17 min 03 s 0                                                                         | Allan Wood Australie 17 min 07 s 7                                          |
| Papillon             |                                                                                 | |                                                                             |
| 200 m                | Kevin Berry Australie 2 min 06 s 6                                              | Carl Robie États-Unis 2 min 07 s 5                                                                           | Fred Schmidt États-Unis 2 min 09 s 3                                        |
| Dos                  |                                                                                 | |                                                                             |
| 200 m                | Jed Graef États-Unis 2 min 10 s 3                                               | Gary Dilley États-Unis 2 min 10 s 5                                                                          | Robert Bennett États-Unis 2 min 13 s 1                                      |
| Brasse               |                                                                                 | |                                                                             |
| 200 m                | Ian O'Brien Australie 2 min 27 s 8                                              | Georgy Prokopenko Union soviétique 2 min 28 s 2                                                              | Chester Jastremski États-Unis 2 min 29 s 6                                  |
| 4 nages              |                                                                                 | |                                                                             |
| 400 m                | Richard Roth États-Unis 4 min 45 s 4                                            | Roy Saari États-Unis 4 min 47 s 1                                                                            | Gerhard Hetz Équipe unifiée d'Allemagne 4 min 51 s 0                        |
| Relais               |                                                                                 | |                                                                             |
| 4 × 100 m nage libre | États-Unis Stephen Clark Michael Austin Gary Ilman Don Schollander 3 min 33 s 2 | Équipe unifiée d'Allemagne Horst Löffler Frank Wiegand Uwe Jacobsen Hans-Joachim Klein 3 min 37 s 2          | Australie David Dickson Peter Doak John Ryan Bob Windle 3 min 39 s 1        |
| 4 × 200 m nage libre | États-Unis Stephen Clark Roy Saari Gary Ilman Don Schollander 7 min 52 s 1      | Équipe unifiée d'Allemagne Horst-Günther Gregor Gerhard Hetz Frank Wiegand Hans-Joachim Klein 7 min 59 s 3   | Japon Makoto Fukui Kunihiro Iwasaki Toshio Shoji Yukiaki Okabe 8 min 03 s 8 |
| 4 × 100 m 4 nages    | États-Unis Harold Mann William Craig Fred Schmidt Stephen Clark 3 min 58 s 4    | Équipe unifiée d'Allemagne Ernst Küppers Egon Henninger Horst-Günther Gregor Hans-Joachim Klein 4 min 01 s 6 | Australie Peter Reynolds Ian O'Brien Kevin Berry David Dickson 4 min 02 s 3 |

### Femmes
| Épreuves             | Or                                                                                | Argent                                                                    | Bronze                                                                                               |
| Nage libre           |                                                                                   |                                                                           | |
| 100 m                | Dawn Fraser Australie 59 s 5                                                      | Sharon Stouder États-Unis 59 s 9                                          | Kathy Ellis États-Unis 1 min 00 s 8                                                                  |
| 400 m                | Virginia Duenkel États-Unis 4 min 43 s 3                                          | Marilyn Ramenofsky États-Unis 4 min 44 s 6                                | Terri Stickles États-Unis 4 min 47 s 2                                                               |
| Papillon             |                                                                                   |                                                                           | |
| 100 m                | Sharon Stouder États-Unis 1 min 04 s 7                                            | Ada Kok Pays-Bas 1 min 05 s 6                                             | Kathy Ellis États-Unis 1 min 06 s 0                                                                  |
| Dos                  |                                                                                   |                                                                           | |
| 100 m                | Cathy Ferguson États-Unis 1 min 07 s 7                                            | Christine Caron France 1 min 07 s 9                                       | Virginia Duenkel États-Unis 1 min 08 s 0                                                             |
| Brasse               |                                                                                   |                                                                           | |
| 200 m                | Galina Prozumenschikova Union soviétique 2 min 46 s 4                             | Claudia Kolb États-Unis 2 min 47 s 6                                      | Svetlana Babanina Union soviétique 2 min 48 s 6                                                      |
| 4 nages              |                                                                                   |                                                                           | |
| 400 m                | Donna De Varona États-Unis 5 min 18 s 7                                           | Sharon Finneran États-Unis 5 min 24 s 1                                   | Martha Randall États-Unis 5 min 24 s 2                                                               |
| Relais               |                                                                                   |                                                                           | |
| 4 × 100 m nage libre | États-Unis Sharon Stouder Donna de Varona Lillian Watson Kathy Ellis 4 min 03 s 8 | Australie Robyn Thorn Janice Murphy Lynette Bell Dawn Fraser 4 min 06 s 9 | Pays-Bas Pauline van der Wildt Toos Beumer Winnie van Weerdenburg Erica Terpstra 4 min 12 s 0        |
| 4 × 100 m 4 nages    | États-Unis Cathy Ferguson Cynthia Goyette Sharon Stouder Kathy Ellis 4 min 33 s 9 | Pays-Bas Kornelia Winkel Klena Bimolt Ada Kok Erica Terpstra 4 min 37 s 0 | Union soviétique Tatyana Savelyeva Svetlana Babanina Tatyana Devyatova Natalya Ustinova 4 min 39 s 2 |